# 딜런 브룩스
딜런 브룩스(영어: Dillon Brooks, 영어 발음: /ˈdɪlən bɹʊks/, 1996년 1월 22일~)는 캐나다의 농구 선수로 포지션은 슈팅 가드와 스몰 포워드이다. 현재 전미 농구 협회(NBA)의 휴스턴 로키츠와 캐나다 대표팀 소속으로 뛰고 있다.